# 诺埃尔·马里茨
诺埃尔·马里茨（英語：Noelle Maritz；1995年12月23日—），瑞士女子职业足球运动员，司职后卫，目前效力于阿斯顿维拉足球俱乐部和瑞士国家女子足球队。她曾代表瑞士参加2022年欧洲女子足球锦标赛和2023年国际足联女子世界杯等多场国际赛事。